# Liste der Nummer-eins-Hits in Südkorea (2012)
| Digital | Alben |
| --- | --- |
| - T-ara – Lovey-Dovey - 1 Woche (1. Januar – 7. Januar; insgesamt 2 Wochen) - Jeong Jun-ha – Ki Keun Nochonggak Iyagi (키 큰 노총각 이야기) - 1 Woche (8. Januar – 14. Januar) - T-ara – Lovey-Dovey - 1 Woche (15. Januar – 21. Januar; insgesamt 2 Wochen) - Beast – Ireol Jul Arasseo (이럴 줄 알았어) - 1 Woche (22. Januar – 28. Januar) - Se7en – Naega Noraereul Mothaedo (내가 노래를 못해도) - 1 Woche (29. Januar – 4. Februar) - Lyn – Siganeul Geoseulleo (시간을 거슬러) - 1 Woche (5. Februar – 11. Februar) - K.Will – I Need You - 1 Woche (12. Februar – 18. Februar) - Big Bang – Blue - 3 Wochen (19. Februar – 10. März) - 2AM – Neodo Nacheoreom (너도 나처럼) - 1 Woche (11. März – 17. März) - Shinee – Sherlock - 1 Woche (18. März – 24. März) - CN Blue – Hey You - 1 Woche (25. März – 31. März) - Busker Busker – Cherry Blossom Ending (벚꽃 엔딩) - 2 Wochen (1. April – 14. April) - Sistar – Alone (나혼자) - 2 Wochen (15. April – 28. April) - Girls’ Generation-TTS – Twinkle - 1 Woche (29. April – 5. Mai; insgesamt 2 Wochen) - Baek Ji-young feat. Gary – Moksori (목소리) - 1 Woche (6. Mai – 12. Mai) - IU – Haru Kkeut (하루 끝) - 2 Wochen (13. Mai – 26. Mai) - Girls’ Generation-TTS – Twinkle - 1 Woche (27. Mai – 2. Juni; insgesamt 2 Wochen) - Big Bang – Monster - 1 Woche (3. Juni – 9. Juni) - f(x) – Electric Shock - 1 Woche (10. Juni – 16. Juni) - Busker Busker – Jeongmallo Saranghandamyeon (정말로 사랑한다면) - 2 Wochen (17. Juni – 30. Juni) - Sistar – Loving U - 1 Woche (1. Juli – 7. Juli) - 2NE1 – I Love You - 1 Woche (8. Juli – 14. Juli) - Psy – Gangnam Style (강남스타일) - 5 Wochen (15. Juli – 18. August) - Huh Gak & Zia – I Need You - 1 Woche (19. August – 25. August) - Jeong Eun-ji & Seo In-guk – All For You - 1 Woche (26. August – 1. September; insgesamt 2 Wochen) - G-Dragon – 그XX - 1 Woche (2. September – 8. September) - Jeong Eun-ji & Seo In-guk – All For You - 1 Woche (9. September – 15. September; insgesamt 2 Wochen) - Naul – Memory of the Wind - 3 Wochen (16. September – 6. Oktober) - Epik High feat. Lee Hi – It's Cold - 1 Woche (7. Oktober – 13. Oktober) - Jung Joon-young & Roy Kim – Becoming Dust - 1 Woche (14. Oktober – 20. Oktober) - Hyuna – Ice Cream - 1 Woche (21. Oktober – 27. Oktober) - Lee Hi – 1, 2, 3, 4 - 3 Wochen (28. Oktober – 17. November) - Lee Seung-gi – Return - 3 Wochen (18. November – 8. Dezember) - Sung Si-kyung, Park Hyo-shin, Lee Seok-hoon, Seo In-guk, VIXX – Because It's Christmas - 1 Woche (9. Dezember – 15. Dezember) - Akdong Musician – You Are Attractive - 1 Woche (16. Dezember – 22. Dezember) - Girls’ Generation – Dancing Queen - 1 Woche (23. Dezember – 29. Dezember) - Girls’ Generation – I Got a Boy - 1 Woche (30. Dezember – 5. Januar) | - Dynamic Duo – Digilog 2/2 - 1 Woche (1. Januar – 7. Januar) - MBLAQ – 100% Ver. - 1 Woche (8. Januar – 14. Januar) - T-ara – Funky Town - 1 Woche (15. Januar – 21. Januar) - Dalshabet – Hit U - 1 Woche (22. Januar – 28. Januar) - F.T. Island – Grown-up - 1 Woche (29. Januar – 4. Februar; insgesamt 2 Wochen) - Jay Park – New Breed - 1 Woche (5. Februar – 11. Februar) - F.T. Island – Grown-up - 1 Woche (12. Februar – 18. Februar; insgesamt 2 Wochen) - Jay Park – New Breed - 1 Woche (19. Februar – 25. Februar; insgesamt 2 Wochen) - Big Bang – Alive - 2 Wochen (26. Februar – 10. März) - 2AM – F. Scott Fitzgerald’s Way of Love - 1 Woche (11. März – 17. März) - Shinee – Sherlock - 1 Woche (18. März – 24. März) - CN Blue – Ear Fun - 1 Woche (25. März – 31. März) - Busker Busker – Busker Busker - 1 Woche (1. April – 7. April) - EXO-K – Mama - 1 Woche (8. April – 14. April; insgesamt 2 Wochen) - Nell – Slip Away - 1 Woche (15. April – 21. April) - 4minute – Volume Up - 1 Woche (22. April – 28. April) - Girls’ Generation-TTS – Twinkle - 1 Woche (29. April – 5. Mai) - EXO-K – Mama - 1 Woche (6. Mai – 12. Mai; insgesamt 2 Wochen) - Xia – Tarantallegra - 1 Woche (13. Mai – 19. Mai) - 2PM – Best Album 2PM Member’s Selection - 1 Woche (20. Mai – 26. Mai) - B1A4 – Ignition - 1 Woche (27. Mai – 2. Juni) - Big Bang – Still Alive - 1 Woche (3. Juni – 9. Juni) - f(x) – Electric Shock - 1 Woche (10. Juni – 16. Juni) - Busker Busker – Busker Busker 1-jib Mamuri (버스커버스커1집마무리) - 1 Woche (17. Juni – 23. Juni) - Jokwon – I’m da One - 1 Woche (24. Juni – 30. Juni) - Super Junior – Sexy, Free & Single - 3 Wochen (1. Juli – 21. Juli) - Beast – Midnight Sun - 2 Wochen (22. Juli – 4. August) - Super Junior – Spy - 1 Woche (5. August – 11. August) - Girls’ Generation – Paparazzi - 1 Woche (12. August – 18. August) - Kara – Pandora - 1 Woche (19. August – 25. August; insgesamt 2 Wochen) - Xia – Uncommitted - 1 Woche (26. August – 1. September) - Kara – Pandora - 1 Woche (2. September – 8. September; insgesamt 2 Wochen) - F.T. Island – Five Treasure Box - 1 Woche (9. September – 15. September) - G-Dragon – One of a Kind - 1 Woche (16. September – 22. September) - TVXQ – Catch Me - 3 Wochen (23. September – 13. Oktober; insgesamt 4 Wochen) - Psy – PSY 6 (Six Rules), Part 1 - 1 Woche (14. Oktober – 20. Oktober) - TVXQ – Catch Me - 1 Woche (21. Oktober – 27. Oktober; insgesamt 4 Wochen) - Urban Zakapa – [02] - 1 Woche (28. Oktober – 3. November) - Block B – Blockbuster - 1 Woche (4. November – 10. November) - B1A4 – In the Wind - 1 Woche (11. November – 17. November) - Kim Sung-gyu – Another Me - 1 Woche (18. November – 24. November) - TVXQ – Humanoids - 1 Woche (25. November – 1. Dezember; insgesamt 3 Wochen) - Shin Hyesung – Winter Poetry - 1 Woche (2. Dezember – 8. Dezember) - TVXQ – Humanoids - 2 Wochen (9. Dezember – 22. Dezember; insgesamt 3 Wochen) - Various Artists – Les Miserables OST - 1 Woche (23. Dezember – 29. Dezember) - Girls’ Generation – I Got a Boy - 2 Wochen (30. Dezember – 12. Januar; insgesamt 3 Wochen) |

## Jahreshitparaden
| Digital | Alben |
| --- | --- |
| 1. Psy – Gangnam Style 2. Busker Busker – Beotkkot Ending (벚꽃 엔딩) 3. Sistar – Alone (나혼자) 4. Sistar – Loving U 5. Big Bang – Fantastic Baby 6. 2NE1 – I Love You 7. T-ara – Lovey-Dovey 8. Jeong Eun-ji, Seo In-guk – All For You 9. Ailee – Heaven 10. Big Bang – Blue | 1. Super Junior – Sexy, Free & Single – 356.431 2. Big Bang – Alive – 266.848 3. TVXQ – Catch Me – 256.447 4. G-Dragon – One of a Kind – 204.326 5. Shinee – Sherlock – 181.415 6. Big Bang – Still Alive – 148.030 7. Exo-K – Mama – 145.925 8. Girls’ Generation-TTS – Twinkle – 144.222 9. Beast – Midnight Sun – 144.175 10. Infinite – Infinitize – 140.277 |